# Villouxel
Villouxel est une commune française située dans le département des Vosges, en région Grand Est.

## Géographie

### Localisation
Villouxel est une commune de faible superficie au nord de Liffol-le-Grand. Elle s'appuie sur la pente d'un coteau calcaire classé parc naturel.

### Géologie et relief
La commune se compose de 208,85 hectares de territoires agricoles (45,21 %) et 253,00 hectares de forêts et milieux semi-naturels (54,76 %).
Espaces naturels :
- Quatre espaces protégés hors Natura 2000

L'aviove,
La roche,
La glaire,
La glaire - parcelle en maitrise d'usage.
- Un espace protégé Natura 2000 :

Vallée de la Saônelle.
- Trois zones naturelles d'intérêt écologique, faunistique et floristique (Znieff) :

Coteau du Chenot à Villouxel,
Sources à La Glaire et L'Aviove à Villouxel,
Pays de Neufchâteau.

### Hydrographie et les eaux souterraines
Hydrogéologie et climatologie : Système d’information pour la gestion des eaux souterraines du bassin Rhin-Meuse :
Territoire communal : Occupation du sol (Corinne Land Cover); Cours d'eau (BD Carthage),
Géologie : Carte géologique; Coupes géologiques et techniques,
 Hydrogéologie : Masses d'eau souterraine; BD Lisa; Cartes piézométriques.
La commune est située dans le bassin versant de la Meuse au sein du bassin Rhin-Meuse. Elle est drainée par la ruisseau la Saonnelle, le ruisseau de Vonevau et le ruisseau des Arentolles,.
La Saônelle, d'une longueur totale de 21,8 km, prend sa source dans la commune de Lafauche et se jette dans la Meuse en limite de Frebécourt et Coussey, après avoir traversé huit communes.

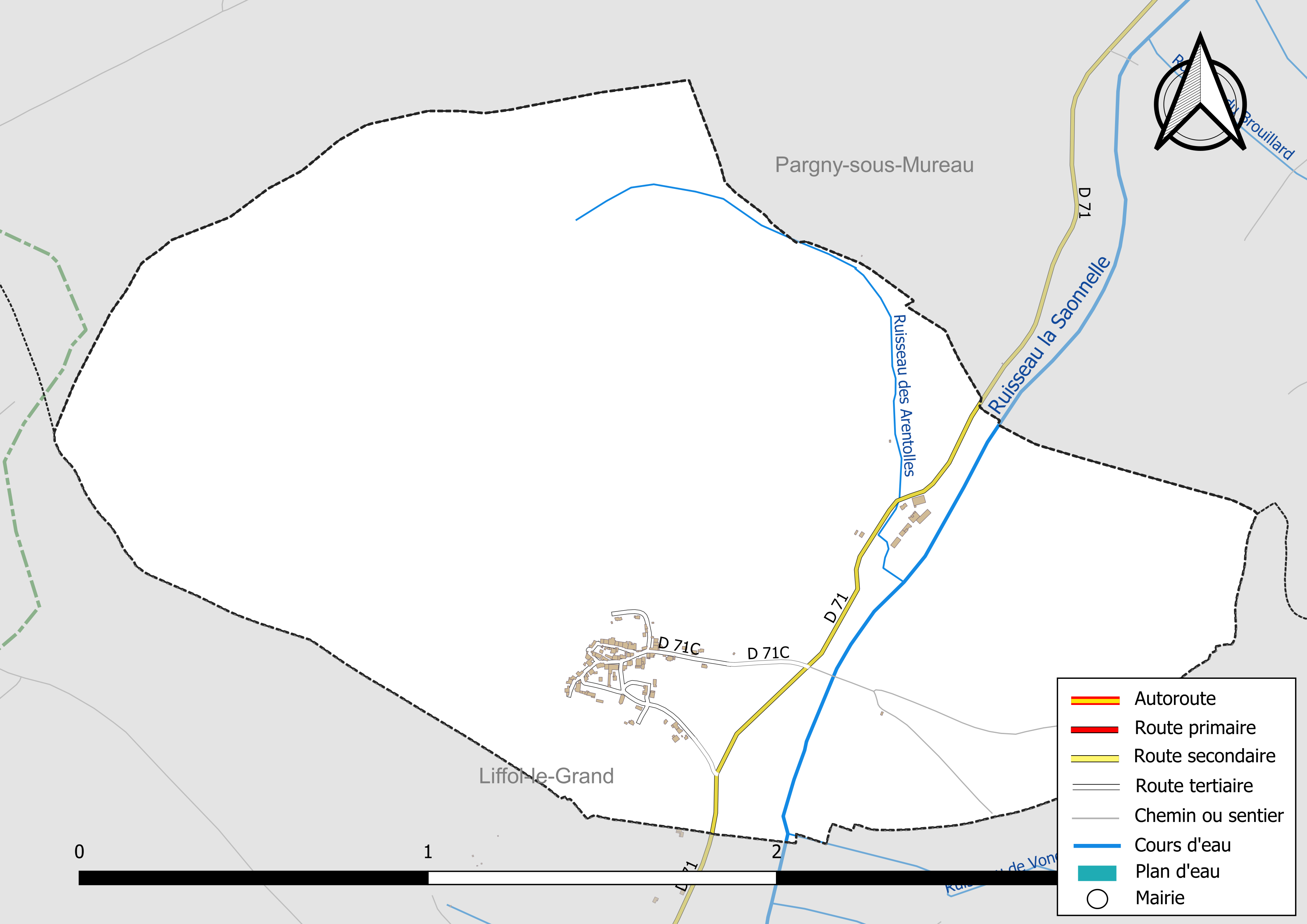
Réseaux hydrographique et routier de Villouxel.

La qualité des cours d’eau peut être consultée sur un site dédié géré par les agences de l’eau et l’Agence française pour la biodiversité.

### Climat
Pour des articles plus généraux, voir Climat du Grand Est et Climat des Vosges.
En 2010, le climat de la commune est de type climat de montagne, selon une étude du Centre national de la recherche scientifique s'appuyant sur une série de données couvrant la période 1971-2000. En 2020, Météo-France publie une typologie des climats de la France métropolitaine dans laquelle la commune est exposée à un climat océanique altéré et est dans la région climatique  Lorraine, plateau de Langres, Morvan, caractérisée par un hiver rude (1,5 °C), des vents modérés et des brouillards fréquents en automne et hiver. 
Pour la période 1971-2000, la température annuelle moyenne est de 9,6 °C, avec une amplitude thermique annuelle de 16,6 °C. Le cumul annuel moyen de précipitations est de 1 090 mm, avec 13,9 jours de précipitations en janvier et 9,5 jours en juillet. Pour la période 1991-2020, la température moyenne annuelle observée sur la station météorologique de Météo-France la plus proche, « Rollainville », sur la commune de Rollainville à 12 km à vol d'oiseau, est de 10,3 °C et le cumul annuel moyen de précipitations est de 860,3 mm. 
La température maximale relevée sur cette station est de 39,6 °C, atteinte le 25 juillet 2019 ; la température minimale est de −18,2 °C, atteinte le 20 décembre 2009,,. 
Les paramètres climatiques de la commune ont été estimés pour le milieu du siècle (2041-2070) selon différents scénarios d'émission de gaz à effet de serre à partir des nouvelles projections climatiques de référence DRIAS-2020. Ils sont consultables sur un site dédié publié par Météo-France en novembre 2022.

## Urbanisme

### Typologie
Au 1er janvier 2024, Villouxel est catégorisée commune rurale à habitat dispersé, selon la nouvelle grille communale de densité à sept niveaux définie par l'Insee en 2022.
Elle est située hors unité urbaine. Par ailleurs la commune fait partie de l'aire d'attraction de Neufchâteau, dont elle est une commune de la couronne,. Cette aire, qui regroupe 72 communes, est catégorisée dans les aires de moins de 50 000 habitants,.

### Occupation des sols
L'occupation des sols de la commune, telle qu'elle ressort de la base de données européenne d’occupation biophysique des sols Corine Land Cover (CLC), est marquée par l'importance des forêts et milieux semi-naturels (54,6 % en 2018), une proportion identique à celle de 1990 (54,6 %). La répartition détaillée en 2018 est la suivante : 
forêts (54,6 %), prairies (31,2 %), terres arables (14,2 %). L'évolution de l’occupation des sols de la commune et de ses infrastructures peut être observée sur les différentes représentations cartographiques du territoire : la carte de Cassini (XVIIIe siècle), la carte d'état-major (1820-1866) et les cartes ou photos aériennes de l'IGN pour la période actuelle (1950 à aujourd'hui).

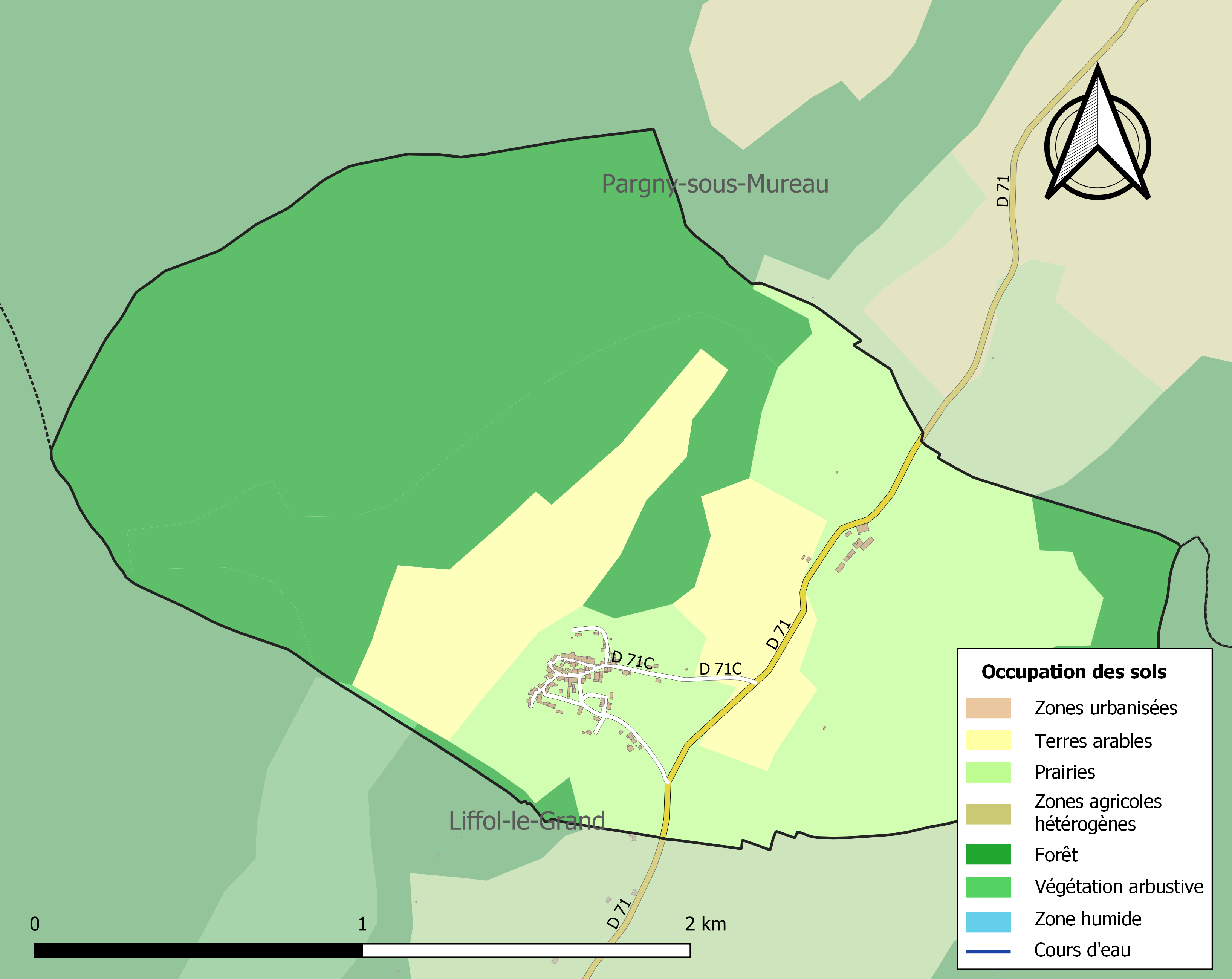
Carte des infrastructures et de l'occupation des sols de la commune en 2018 (CLC).

### Voies de communications et transports

#### Voies routières
- A31 (aussi appelée autoroute de Lorraine-Bourgogne). Échangeurs Châtenois, Bulgnéville, Robécourt.

#### Transports en commun
- Fluo Grand Est.

#### Lignes SNCF

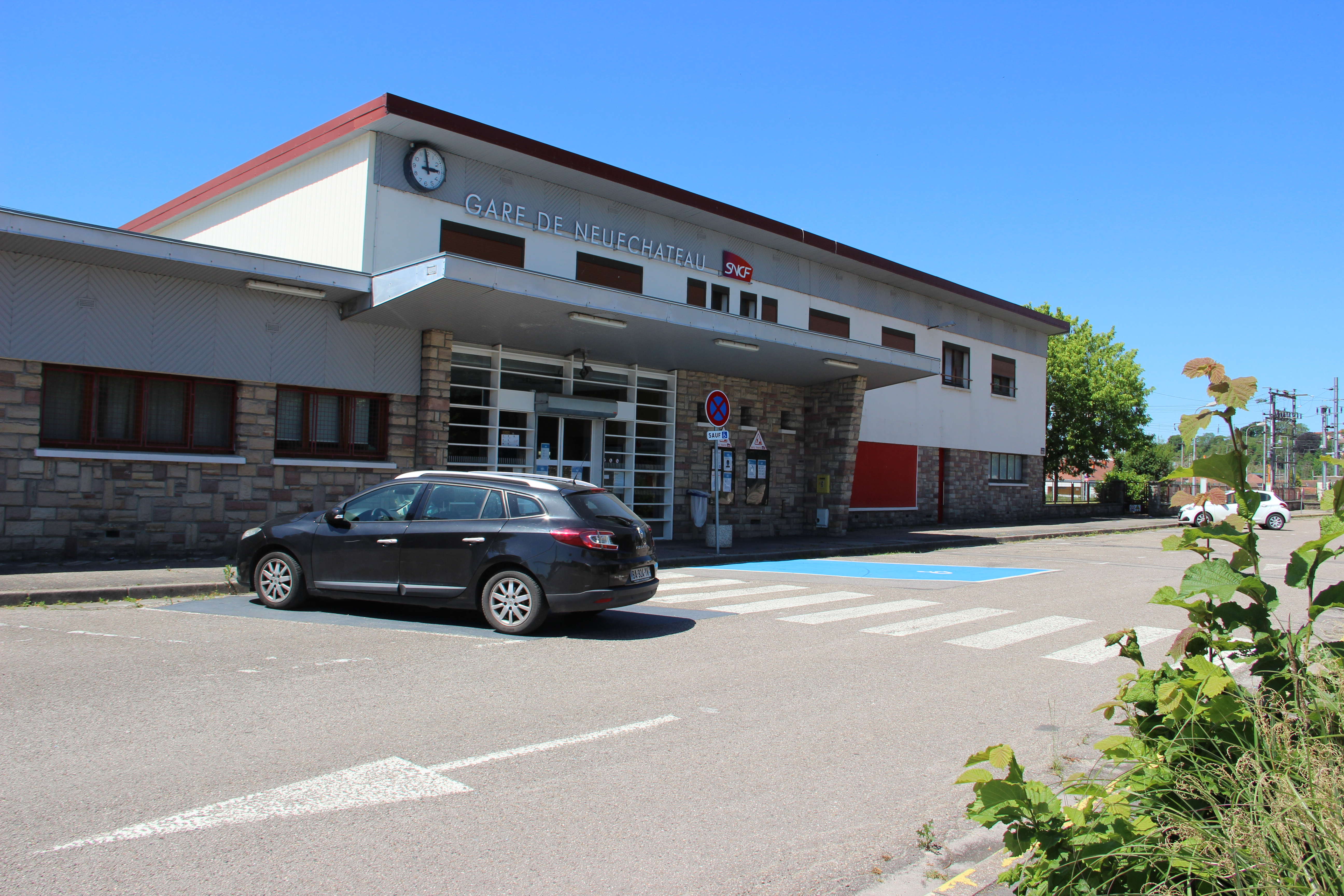
Gare de Neufchâteau.

- Gare de Neufchâteau
- Gare de Contrexéville
- Gare de Vittel

#### Transports aériens
- L'Aéroport d'Épinal-Mirecourt « Vosges Aéroport ».

À partir de l'été 2021, l’aéroport d’Épinal-Mirecourt est devenu le "pélicandrome" de la Zone Est et servira ainsi de base de ravitaillement et d’intervention pour les avions bombardiers d’eau connus sous le nom de Dash 8.
- Aérodrome de Langres - Rolampont.

## Toponymie
Le nom de la localité est attesté sous les formes Vilorces (1215) ; Villorsey (1262) ; Villerceil (XIIIe siècle) ; Vilorceil (XIIIe siècle) ; Villehorceilz emprès Liffou (1312) ; Villorceiz (1316) ; Villourcez (1330) ; Villorcelz (1376) ; Hardi de Villourcelz (1395) ; Villoucelles (1460) ; Villorcel (1481) ; Viloxé (1494) ; Willouxel (1528) ; Villouxey (1530) ; Vilouxey (1530) ; Villorcey (1576) ; Villoxel (XVIe siècle) ; Villorxey (1601) ; Villouxel (1614) ; Villourse (1656) ; Villeray (XVIIe siècle) ; Vilouxel (1725) ; Vilouxele (1729) ; Villousey (1732) ; Villorcelle (1737) ; Villoucel (1751) ; Villoucel ou Villorcel (1773) ; Villiouxel (1790) ; Villouxelle (an II).

Le premier élément est issu latin villa « domaine », de l'oïl ville « village » et le second élément du latin ursus « ours » qui est à l’origine, comme beaucoup de noms d’animaux, des noms ou des surnoms d’homme.

## Histoire
Le toponyme de Villouxel est attesté (Vilorces) est attesté au moins en 1215. Villouxel appartenait au bailliage de Lamarche. Au spirituel, Villouxel était annexe de Pargny-sous-Mureau ; les dîmes appartenaient aux religieux de Mureau. 
Lors de sa création en 1793, la commune rejoint l'éphémère canton de Liffol-le-Grand puis en 1801, le Canton de Neufchâteau.
L’église, dédiée à saint Martin, a été construite en 1830, la mairie et l’école, en 1853.

## Lieux et monuments

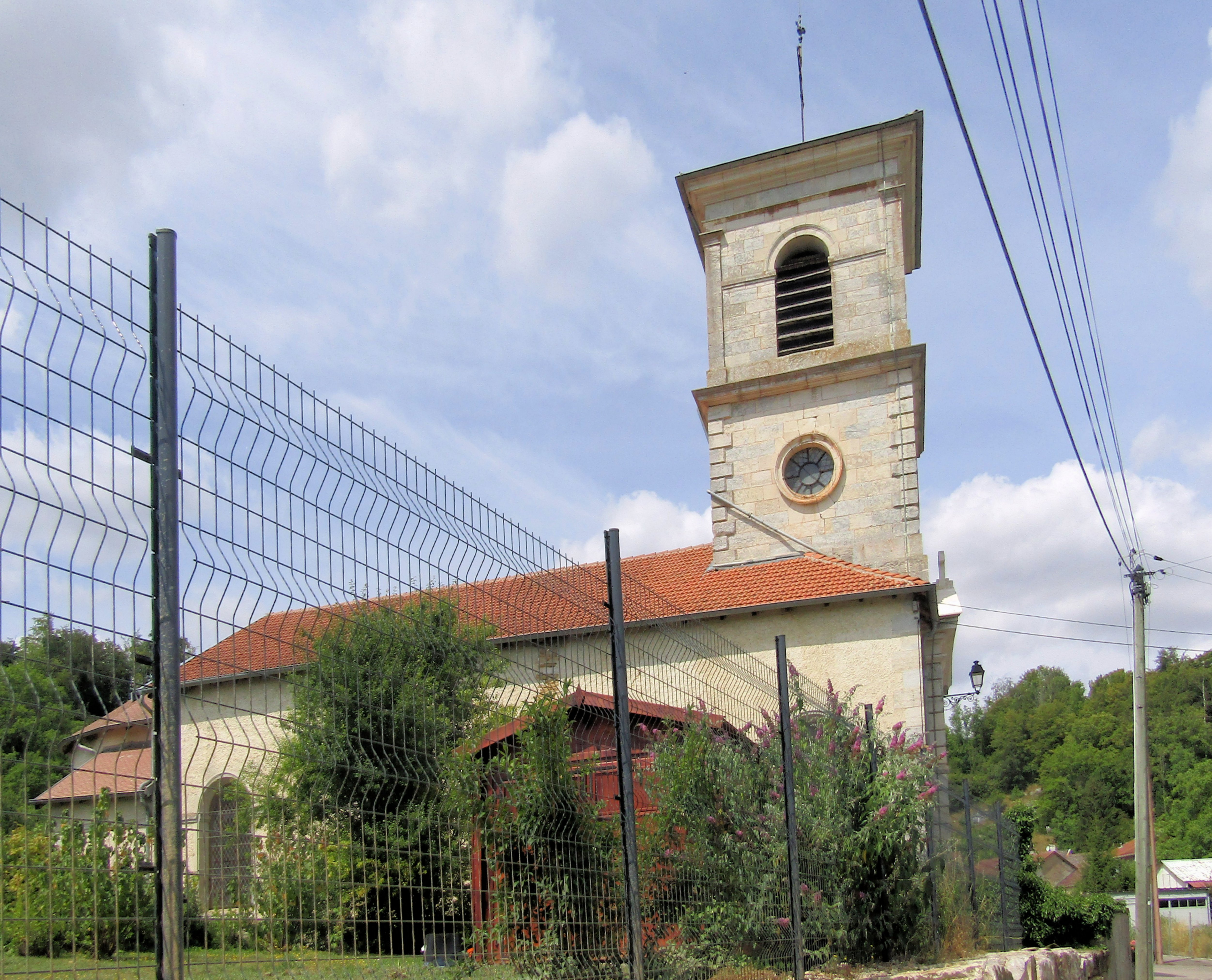
Église Saint-Martin.
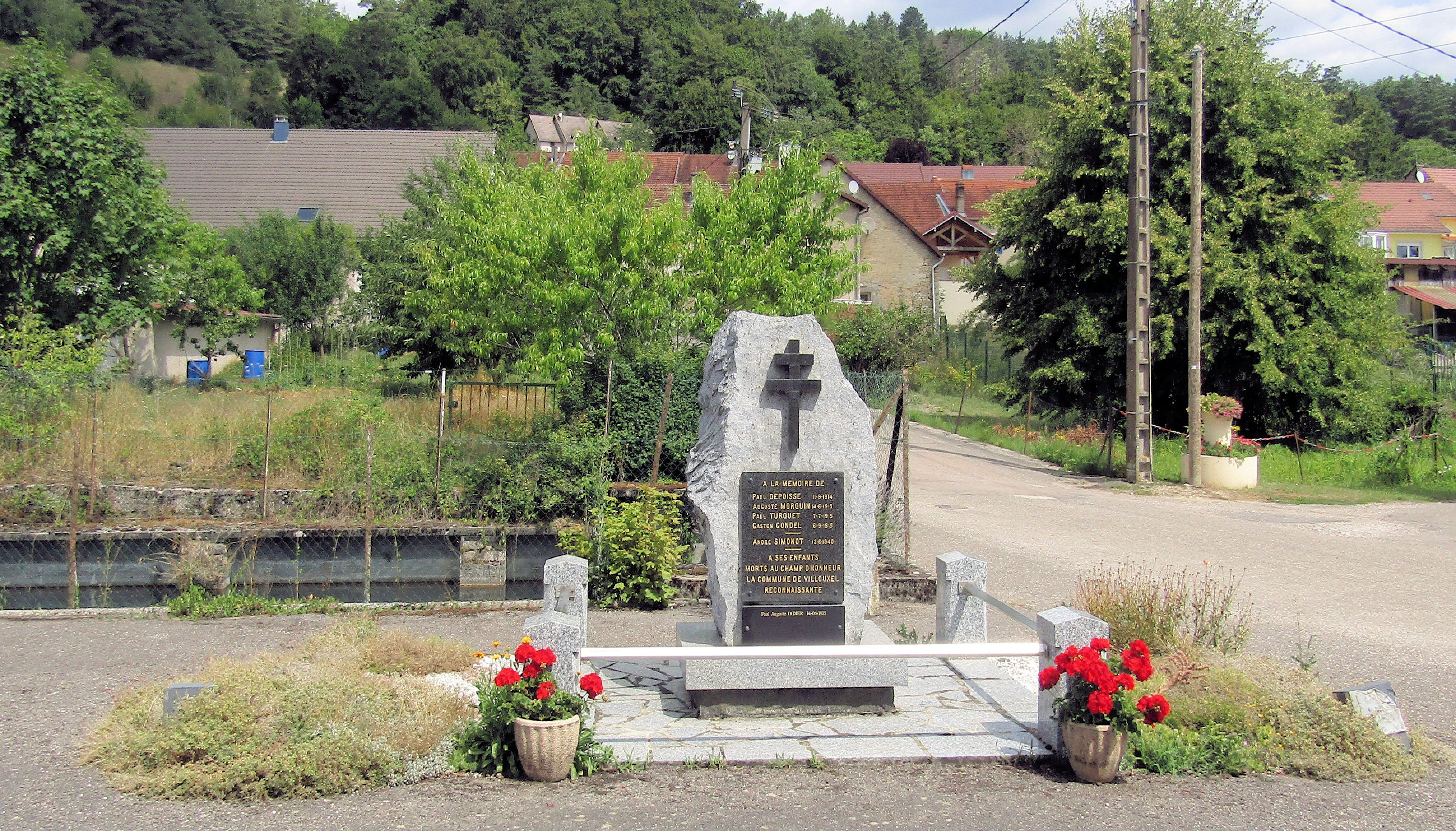
Monument aux morts.
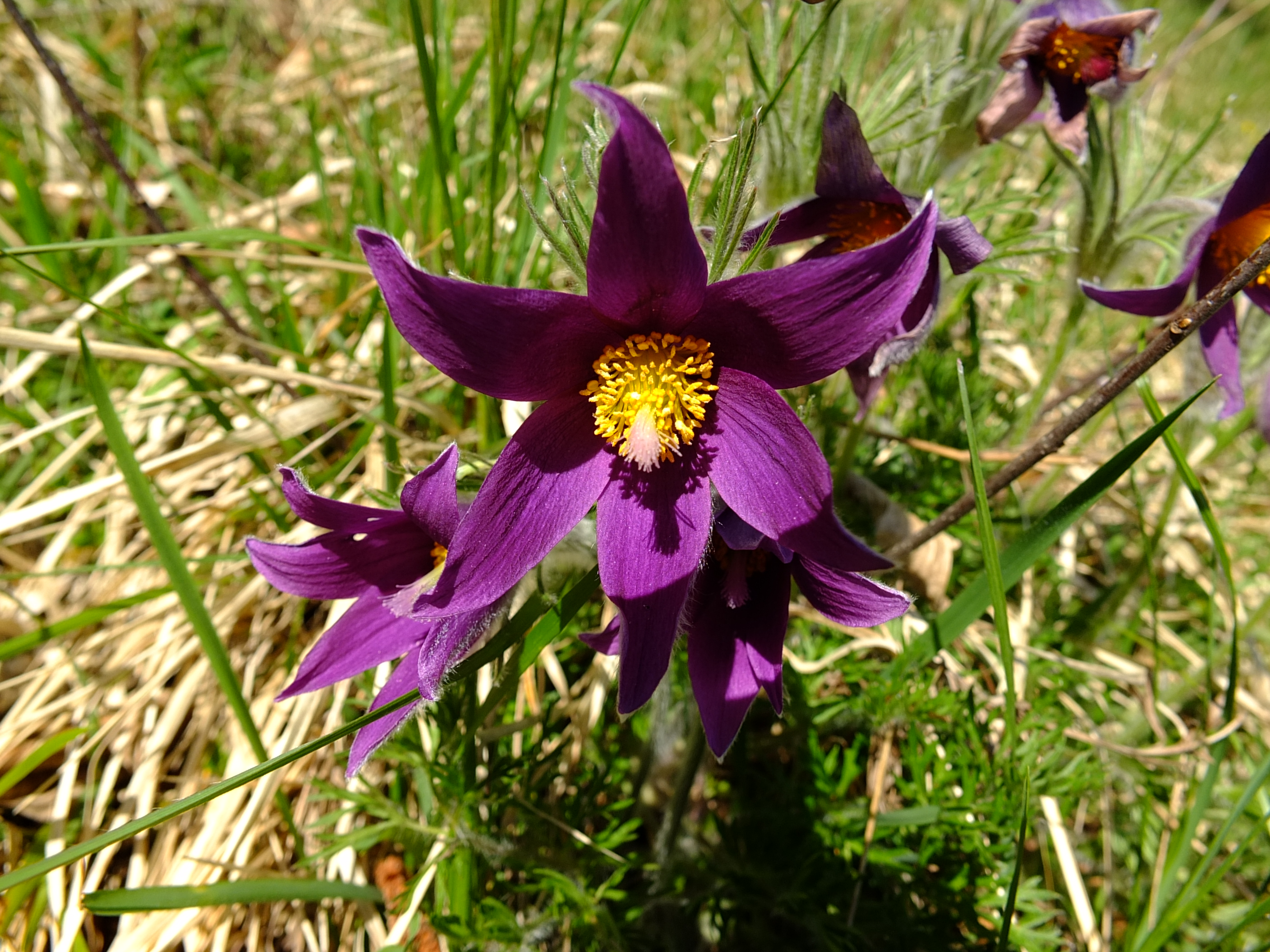
Pelouse calcaire de la Roche .

- Église paroissiale Saint-Martin[29].

Le patrimoine mobilier de l'église paroissiale :
* degré d'autel, autel, gradin d'autel, tabernacle (maître-autel, autel tombeau).
* série de 28 bancs de fidèles.
* armoire.
* tableau : Immaculée Conception
* statuette : Vierge à l'Enfant
* croix.
* croix.
* bâton de procession (statuette) : saint évêque non identifié.
* bâton de procession (statuette) : saint Nicolas de Myre.
* bâton de procession.
* statuette-reliquaire : saint Martin de Tours.
* bannière de procession : saint Nicolas de Myre
* bannière de procession : Immaculée Conception.
* calice, patène, ciboire.
* ostensoir.
* tombeau de Marguerite Geure.
* tombeau de Catherine Jacob.
* tombeau de Claude Roussel et d'Anne Drouot.
- Fontaine[49],[50].
- Pelouse calcaire de la Roche[51].
- Ancien moulin, Haut fourneau[52].
- Patrimoine rural recensé par le service régional de l'Inventaire général du patrimoine culturel[53].
- Monument aux morts[54],[55].

## Politique et administration
| Période                                  | Période    | Identité                    | Étiquette | Qualité      |
| ---------------------------------------- | ---------- | --------------------------- | --------- | ------------ |
| Les données manquantes sont à compléter. |            |                             |           |              |
| mars 2001                                | avril 2014 | Irène Jacquemet (1934-2019) |           | Agricultrice |
| avril 2014                               | En cours   | Patrick Chillon             |           | Chauffeur    |

### Budget et fiscalité 2023

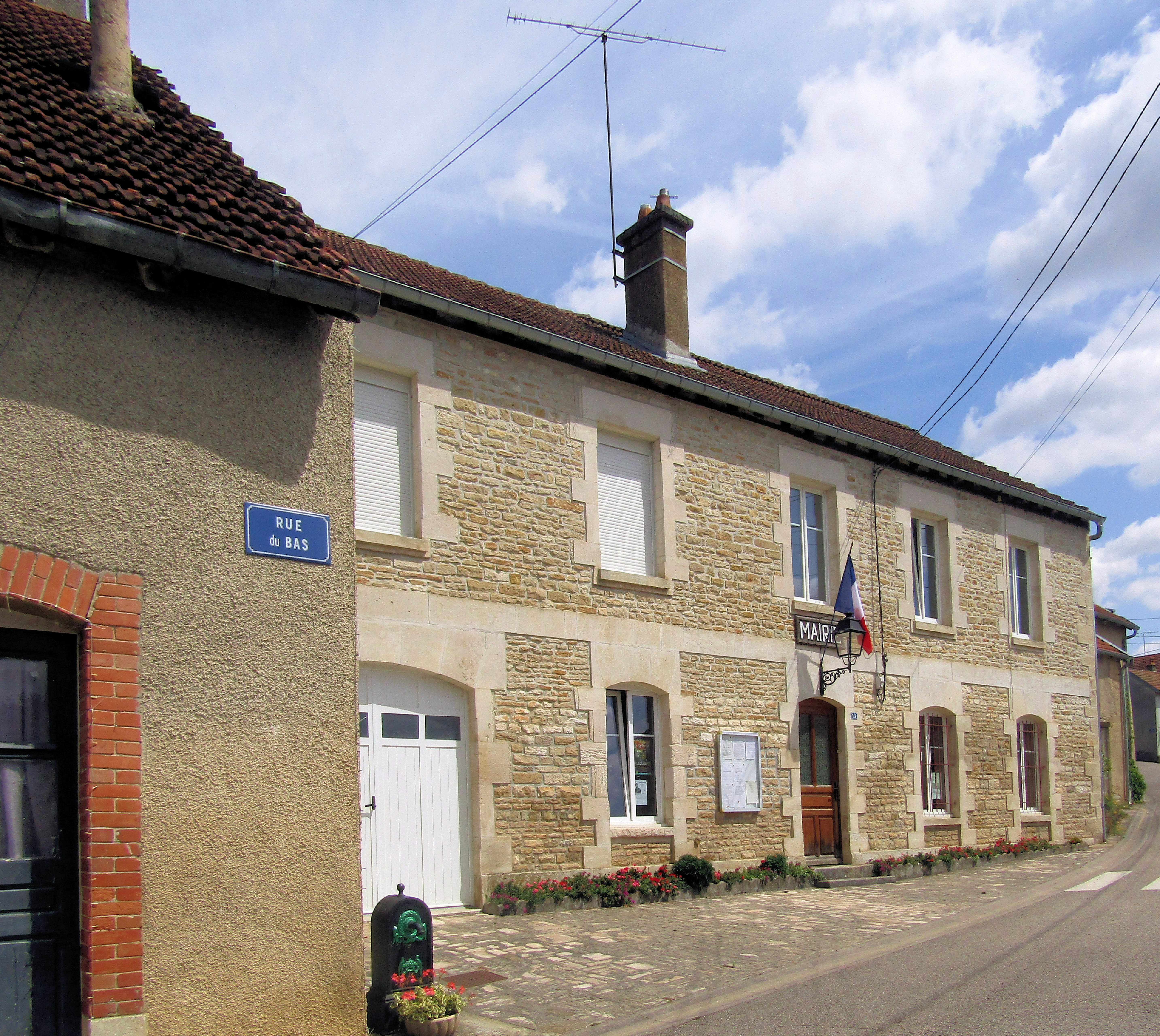
La mairie.

En 2023, le budget de la commune était constitué ainsi :
- total des produits de fonctionnement : 72 000 €, soit 813 € par habitant ;
- total des charges de fonctionnement : 57 000 €, soit 644 € par habitant ;
- total des ressources d'investissement : 3 000 €, soit 31 € par habitant ;
- total des emplois d'investissement : 2 000 €, soit 27 € par habitant ;
- endettement : 0 €, soit 0 € par habitant.

Avec les taux de fiscalité suivants :
- taxe d'habitation : 19,40 % ;
- taxe foncière sur les propriétés bâties : 32,37 % ;
- taxe foncière sur les propriétés non bâties : 23,27 % ;
- taxe additionnelle à la taxe foncière sur les propriétés non bâties : 0,00 % ;
- cotisation foncière des entreprises : 0,00 %.

Chiffres clés Revenus et pauvreté des ménages en 2021 : médiane en 2021 du revenu disponible, par unité de consommation.

## Économie

### Entreprises et commerces

#### Agriculture
- Culture de céréales, de légumineuses et de graines oléagineuses[59].

#### Tourisme
- Hébergements et restauration à Neufchâteau, Coussey, Domrémy-la-Pucelle, Clinchamp, Châtenois[60].

#### Commerces
- Commerces et services de proximité[61].

## Population et société

### Démographie

#### Évolution démographique
L'évolution du nombre d'habitants est connue à travers les recensements de la population effectués dans la commune depuis 1793. Pour les communes de moins de 10 000 habitants, une enquête de recensement portant sur toute la population est réalisée tous les cinq ans, les populations de référence des années intermédiaires étant quant à elles estimées par interpolation ou extrapolation. Pour la commune, le premier recensement exhaustif entrant dans le cadre du nouveau dispositif a été réalisé en 2008.

En 2022, la commune comptait 86 habitants, en évolution de +7,5 % par rapport à 2016 (Vosges : −2,96 %, France hors Mayotte : +2,11 %).
| 1793 | 1800 | 1806 | 1821 | 1831 | 1836 | 1841 | 1846 | 1856 |
| ---- | ---- | ---- | ---- | ---- | ---- | ---- | ---- | ---- |
| 208  | 203  | 204  | 223  | 243  | 264  | 231  | 230  | 187  |

| 1861 | 1866 | 1876 | 1881 | 1886 | 1891 | 1896 | 1901 | 1906 |
| ---- | ---- | ---- | ---- | ---- | ---- | ---- | ---- | ---- |
| 183  | 189  | 174  | 178  | 152  | 161  | 144  | 131  | 146  |

| 1911 | 1921 | 1926 | 1931 | 1936 | 1946 | 1954 | 1962 | 1968 |
| ---- | ---- | ---- | ---- | ---- | ---- | ---- | ---- | ---- |
| 158  | 115  | 119  | 115  | 107  | 99   | 100  | 113  | 131  |

| 1975 | 1982 | 1990 | 1999 | 2006 | 2008 | 2013 | 2018 | 2022 |
| ---- | ---- | ---- | ---- | ---- | ---- | ---- | ---- | ---- |
| 110  | 123  | 109  | 100  | 92   | 90   | 81   | 84   | 86   |

### Enseignement
Établissements d'enseignements> :
- Écoles maternelles et primaires à Liffol-le-Grand, Bazoilles-sur-Meus, Neufchâteau, Grand.
- Collèges à Liffol-le-Grand, Neufchâteau, Bourmont-entre-Meuse-et-Mouzon, Châtenois.
- Lycées à Neufchâteau.

### Santé
Professionnels et établissements de santé :
- Médecins à Liffol-le-Grand, Grand, Neufchâteau, Coussey, Châtenois.
- Pharmacies à  Liffol-le-Grand, Neufchâteau, Coussey, Bourmont, Châtenois, Gondrecourt-le-Château, Vrécourt, Bulgnéville.
- Hôpitaux à Neufchâteau, Vittel, Lamarche, Joinville, Riaucourt, Mirecourt, Mattaincourt.

### Cultes
- Culte catholique, Paroisse Saint-Pierre-et-Saint-Paul-au-seuil-de-la-Lorraine[68], Diocèse de Saint-Dié.

## Héraldique
| Blason de Villouxel | Blason  | D’azur à la croix recroisetée au pied fiché d'or; mantelé de gueules chargé de deux chevronnels d'or, le premier haussé, le second brochant sur la partition, accompagnés à dextre d'un fourneau d'or maçonné de sable, au trou de coulée de gueules et crachant une fumée d'argent, à senestre d'un ours rampant d'or. |
| Blason de Villouxel | Détails | Création Robert André LOUIS adoptée par la commune le 21 septembre 2021, Monsieur Patrick CHILLON étant maire. |

## Pour approfondir